# Sobo Swobodnik

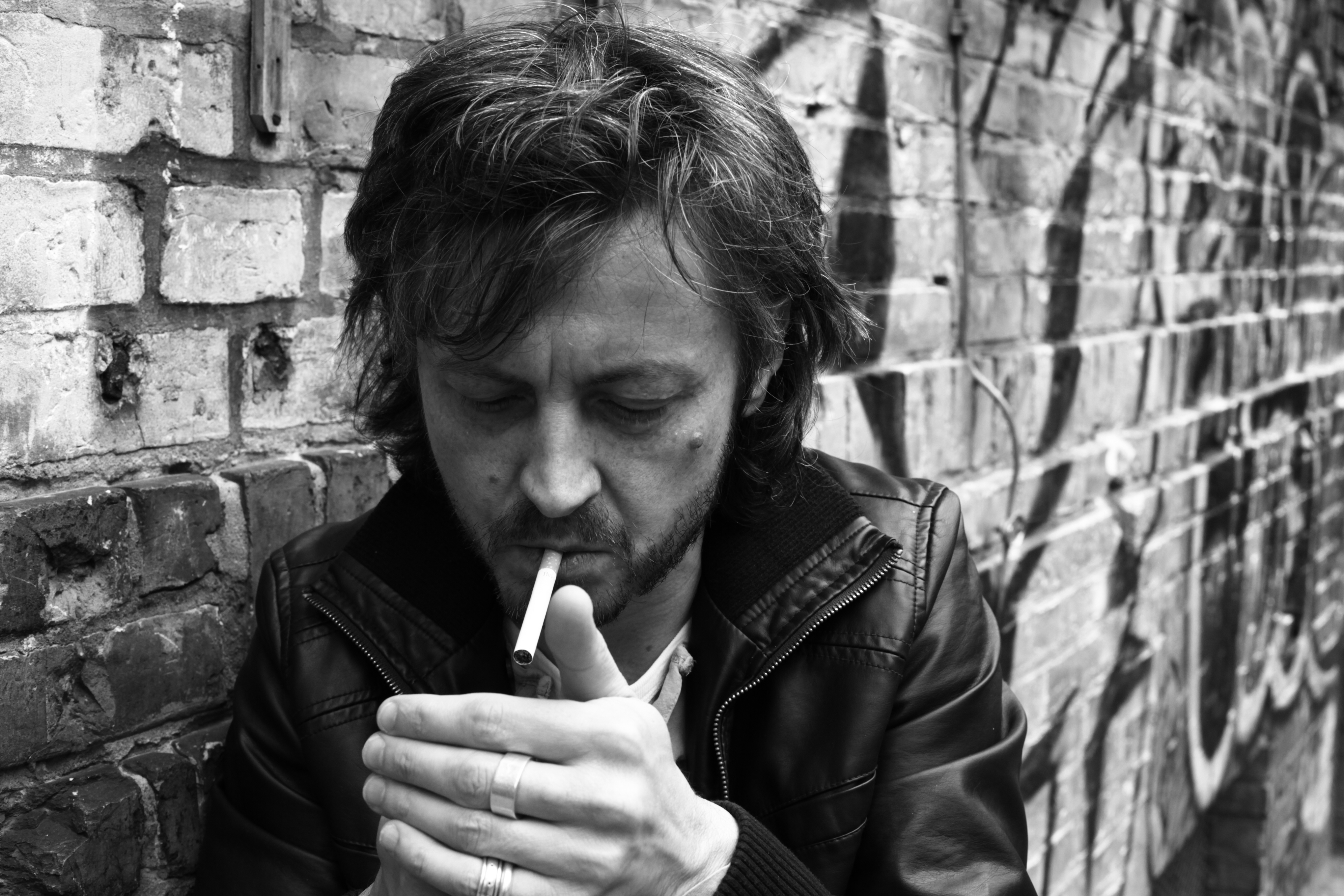
Sobo Swobodnik (2012)

Sobo Swobodnik (* 1966) ist ein deutscher Schriftsteller und Filmemacher.

## Leben
Aufgewachsen auf der Schwäbischen Alb machte Sobo Swobodnik in Aalen Abitur, studierte anschließend Schauspiel in München und arbeitete, u. a. auch als Regisseur, an mehreren deutschen Theatern. Er war als Rundfunk-Redakteur bei verschiedenen Hörfunkanstalten tätig. Sobo Swobodnik ist Autor zahlreicher Erzählungen und Romane, u. a. des ersten „Paul-Plotek-Roman“ Altötting und eines Romans über den Widerstandskämpfer Johann Georg Elser. Unter dem Pseudonym Sobo schrieb er mehrere Kinderbücher. Als Filmemacher drehte er Dokumentar-, Spiel- und Kurzfilme. Für sein Porträt über Hermes Phettberg erhielt er den Max-Ophüls-Preis für den besten Dokumentarfilm 2012. Bei der Berlinale 2013 war er Jurymitglied für den Friedensfilmpreis. Für den Dokumentarfilm „See you“ erhielt er 2019 den Robert-Geisendörfer-Preis. Sobo Swobodnik lebt in Berlin und hat eine Tochter.

## Werke

### Romane, Erzählungen
- Spur ins Blaue. (erschienen unter dem Pseudonym „Sobo“) Altberliner Verlag, 1997, ISBN 978-3-357-00793-9
- Lena Wolkenlos. (erschienen unter dem Pseudonym „Sobo“) Altberliner Verlag, 1998, ISBN 978-3-357-00801-1
- ...Und Augen auf. (erschienen unter dem Pseudonym „Sobo“) Altberliner Verlag, 1999, ISBN 978-3-357-00871-4
- Alles im Fluss. (erschienen unter dem Pseudonym „Sobo“) Altberliner Verlag, 2000, ISBN 978-3-357-00933-9
- Alles geht. (Roman) Peter-Segler-Verlag, Freiberg 2003, ISBN 3-931445-04-6
- Fallers Held. (Roman) Klett-Cotta Verlag, Stuttgart 2005, ISBN 978-3-608-93735-0
- Schöne Bescherung. (Roman) Deutscher Taschenbuch Verlag, München 2005, ISBN 978-3-423-24506-7
- Altötting. (Roman) Verlag Droemer Knaur, München 2007, ISBN 978-3-423-20970-0
- Oktoberfest. Deutscher Taschenbuch Verlag, München 2007, ISBN 978-3-423-21016-4
- Balla Balla. (Roman) Deutscher Taschenbuch Verlag, München 2008, ISBN 978-3-423-21048-5
- Dem Himmel ganz nah. (Reportagen) Klöpfer & Meyer Verlag, Tübingen 2008, ISBN 978-3-940086-23-5
- Kuhdoo. (Roman) Heyne Verlag, München 2010, ISBN 978-3-453-40711-4
- Ahoi Polaroid. (Roman) Heyne Verlag, München 2011, ISBN 978-3-453-40712-1
- Der Nussknacker – Reise durch ein Jahrhundert. Baumhausverlag, 2011, ISBN 978-3-8339-0047-1
- Kille Kille King. (Roman) Heyne Verlag, München 2012, ISBN 978-3-453-40713-8
- Sils Maria. (Roman) Heyne Verlag, München 2013, ISBN 978-3-453-43753-1
- Das Lachen der Hyänen (Thriller) unter Pseudonym, Berlin Verlag, 2014, ISBN 978-3-8333-0936-6
- Fallers Held. (Roman) Gmeiner Verlag, 2015, ISBN 978-3-8392-1802-0
- Gaza im Kopf. Was frag ich nach der Welt (Roman) Marta Press Verlag Hamburg 2015, ISBN 978-3-944442-34-1
- Die Nacht schweigt (Kriminalroman) Gmeiner-Verlag, 2016, ISBN 978-3-8392-1892-1
- Erben des Todes (Kriminalroman) Gmeiner-Verlag, 2017, ISBN 978-3-8392-2075-7
- Alles ist anders, (Roman) Klett-Cotta Tropen Verlag, 2019, ISBN 978-3-608-50416-3
- Fucktown (Rebellinnen. Die Berlin-Trilogie 1) Jaron Verlag, 2022, ISBN 978-3-89773-097-7
- Oh Gott (Rebellinnen. Die Berlin-Trilogie 2) Jaron Verlag, 2024, ISBN 978-3-89773-175-2

### Theaterstücke
(alle bei edition smidt)
- Die große, alte Kinderangst
- Solo – von Luckenwalde bis Schussenried
- elser_experiment Uraufführung Hoftheater Bergkirchen Freies Landestheater in Bayern, Neue Werkbühne München 2013
- Hello Hindukusch, good bye
- Bagdad Bastards
- Dunkel Genosse ist der Weltraum, sehr dunkel, Stückemarkt Berliner Theatertreffen 2005, Autorentheatertage Mainfrankentheater Würzburg 2007
- Dellbrügg, Festival Neue Dramatik Stadttheater Ulm 2006
- Paradis ohne e – Leonhard-Frank-Preis 2008

### Filme
- 2005 being_grossmutter, Spielfilm 61 min, Buch/Regie, Filmfestival Max-Ophüls-Preis Saarbrücken, Biberacher Filmfestspiele, Filmfestival New Berlin Film Award
- 2008 Wir kommen uns beschweren – 71 Variationen einer Phänomenologie des Widerspruchs am Beispiel einer Schnellrestaurantkette, Dokumentarfilm, Buch/Regie, Internationales Filmfest München
- 2009 Ab jetzt sind wir anders, Spielfilm, 83 min, Buch/Regie, Filmfestival Max-Ophüls-Preis Saarbrücken, Filmfestival Achtung Berlin! – new berlin film award, Biberacher Filmfestspiele
- 2010 Keine Zeit für Helden (Kurzfilm 14 min), Buch/Regie, Internationale Filmtage Hof, Independent Days Karlsruhe, Kurzfilmtage Passau, Around the World in 14 Films Berlin, Internationales Kurzfilmfestival 24Stunden Nürnberg
- 2011 Der Papst ist kein Jeansboy, Dokumentarfilm, 74 min, Buch/Regie/Kamera, Internationales Dokumentarfilmfestival DOK-Leipzig, Dokumentarfilmfestival Kassel, Internationales Filmfestival der Menschenrechte this human world, Filmfestival Grande Filiale Speyer, Filmfestival Max-Ophüls-Preis Saarbrücken Dokumentarfilmpreis, Filmfestival Diagonale Graz, Dokumentarfilmwoche Hamburg, Internationales Dokumentarfilmfestival München, Filmfestival Achtung Berlin, Kinoecko-Festival Bratislava, International Documentary Festival Tranzyt Poznań/Polen, International Film Festival Vision du Réel Nyon Doc Outlook-International Market, Les Etats Généraux du film Documentaire Lussas / Ardèche, Frankreich, Kölner Kinonächte. Filmverleih Deutschland w-film, Filmverleih Österreich stadtkino-Filmverleih
- 2012 Unplugged:Leben Guaia Guaia, Dokumentarfilm, 93 min, Buch/Regie/Produktion, Internationales Filmfest München, Publikumspreis, Dokumentarfilmfestival Kassel, GET RICH Festival Offenbach, Jurypreis, Publikumspreis, Biberacher Filmfestspiele, Europäisches DokumentArt Festival Neubrandenburg, Eröffnungsfilm, Internationales Filmfestival der Menschenrechte this human world, Anders kann was!-Festival Göttingen (Publikumspreis, lobende Erwähnung der Jury) Filmfestival Max-Ophüls-Preis, Internationales Filmfestival Rotterdam, Internationales Dokumentarfilmfestival München, Internationales Filmfestival Mediawave, Ungarn, Filmkunstfest Mecklenburg-Vorpommern, Festival deutschsprachiger Filme Prag, Brno, Tschechische Republik, WDR einsfestival, Filmverleih w-film
- Silentium – Vom Leben im Kloster, Dokumentarfilm, 84 min, Buch/Regie/Produktion, Regensburger Dokumentarfilmtage, Bonner Dokumentarfilmwoche, Augenblick-Filmfestival Straßburg, Christliches Filmfest Arka Polen, Filmverleih mindjazz-Pictures, Verleih KMBO Distribution Paris Französischer Kinostart 2017, Verleih KimStim New York Nordamerikanischer Kinostart 2017
- Lebe schon lange hier, Dokumentarfilm, 98 min, Buch/Regie/Produktion, Intern. Dokumentarfilmfestival München, Intern. Dokumentarfilmfestival Kassel, Partisan-Filmverleih
- BErliN – Aus diesem Trallala kommst du nicht raus, Dokumentarfilm über Ben Wagin, 90 min, Buch/Regie/Kamera/Ton/Produktion (zusammen mit Pantea Lachin) Intern. Filmtage Hof, Filmfestival Achtung Berlin – the new berlin film award, Partisan-Filmverleih
- SEXarbeiterin, Dokumentarfilm, mit Lena Morgenroth, 95 min, Buch, Regie, Kamera, Produktion, Horizontale-Filmfestival Konstanz, Eröffnungsfilm, Fetisch Film Festival Kiel, Porn-Filmfestival Berlin, Annual-Film Festival London, Partisan-Filmverleih[1]
- Das verachtete Andere – ein Werkstattgespräch über Sexarbeit, Sexualität und Feminismus, 76 min, Buch, Regie, Kamera, Produktion, Bonus-Material Partisan Filmverleih
- 6 Jahre, 7 Monate und 16 Tage – Die Morde des NSU, Dokumentarfilm, 76 min, Buch/Regie/Kamera/Produktion, Partisan-Filmverleih, Intern. Dokumentarfilmfestival München, Dokumentarfilmmusikpreis 2017, Heimspiel Filmfestival Regensburg, One World Human Rights Filmfestival Berlin, Lichter Filmfest Frankfurt, nominiert für den Preis der deutschen Filmkritik[2]
- Der Konzertdealer, Dokumentarfilm, 86 min, Buch, Regie, Kamera, Produktion, Partisan-Filmverleih, Angeles Doc Official Selection[3]
- Therapie für Gangster, Dokumentarfilm 90 min, Buch, Regie, Kamera, CORSO Filmproduktion Köln, Bremer Dokumentarfilm-Förderpreis, Filmfest Lünen, Filmverleih mindjazz-Pictures
- see you, Dokumentarfilm 30 min, Buch, Regie, Kamera, CORSO Filmproduktion für 3SAT[4]/ZDF, Robert-Geisendörfer-Preis
- Bastard in Mind, 86 min, Buch, Regie, Kamera, Intern. Dokumentarfilmfestival München, nominiert für den Dokumentarfilmmusikpreis 2019
- Gegen den Strom. Abgetaucht in Venezuela, 84 min, Buch, Regie, Kamera, CORSO Filmproduktion, Intern. Dokumentarfilmfestival Leipzig
- Klassenkampf 79 min, Buch, Regie, Kamera, Dokumentarfilmfestival München, nominiert für den Dokumentarfilmmusikpreis 2021
- Eben noch leben. Dokumentarfilm, 35 min, Buch, Regie, Kamera, Drive beta Produktion für 3Sat/ZDF
- Schmetterlinge im Kopf, Dokumentarfilm mit Lotte Ingrisch, 84 min, Buch, Regie, Kamera, nominiert für den Dokumentarfilmmusikpreis 2022
- RAMBA ZAMBA Dokumentarfilm, 90 min, Buch, Regie, Kamera, welt|film Filmproduktion, Partisan Filmverleih
- Geschlechterkampf – Das Ende des Patriarchats, Spielfilm, 97 min, Buch zusammen mit Margarita Breitkreiz, Regie, Kamera, 451 Filmproduktion, Filmverleih 451
- Die Einsamkeit der Großstädter*innen, dokumentarischer Spielfilm, 84 min, Buch zusammen mit Margarita Breitkreiz, Regie, Kamera, Partisan Filmverleih

### Theater
- De profundis nach Oscar Wilde, Buch, Regie, Theater am Alsergrund Wien
- Ulli Ella Di, Buch, Regie, Theater im Währinger Kino Wien
- Rattenjagd von Peter Turrini, Regie, Theater viel Lärm um Nichts München
- Alles Liebe, Buch, Regie, Stadtbad Oderbergerstraße Berlin
- Danke für Ihr Vertrauen, Buch, Regie, Theater o.N. Berlin
- Ha(r)tz, Hörkunststück, Buch, Regie, Stadtbad Oderbergerstraße Berlin
- elser! interdisziplinäres soziokulturelles Projekt, Konzeption, Regie, Saalbau Neukölln Berlin
- Schiller sein, nach Friedrich Schiller, Regie, Staatstheater Meiningen

## Auszeichnungen und Stipendien
- 1995 Literaturstipendium der Landeshauptstadt München
- Alfred-Döblin-Stipendium der Akademie der Künste Berlin
- Stipendium der Preußischen Seehandlung Berlin
- 2004 dreimonatiges Aufenthalts-Stipendium des Stuttgarter Schriftstellerhauses
- Ulmer Literaturpreis
- Alternativer Medienpreis der Nürnberger Medienakademie
- Hörfunkpreis der Bayerischen Landesanstalt für neue Medien
- Literaturstipendium des Landes Baden-Württemberg
- Literaturstipendium des Landes Schleswig-Holstein
- Schlachthof Pfefferbeißer-Literaturpreis München
- Nominierung für den Friedrich-Glauser-Preis für das beste Krimidebüt
- Albschreiber
- 2008 Leonhard-Frank-Preis, zusammen mit Anna Gasujewaund
- 2008/2009 Spreewald-Literatur-Stipendium
- DEFA-Stipendium
- MIMI-Krimi-Publikumspreis des deutschen Buchhandels 2011 für Kuhdoo[5]
- Max-Ophüls-Preis für den besten Dokumentarfilm 2012
- Publikumspreis beim Filmfest München 2012
- Bremer Dokumentarfilm-Förderpreis 2014
- Robert-Geisendörfer-Preis 2019